# José Bianco

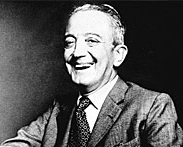
José Bianco

José Bianco (* 21. November 1908 in Buenos Aires; † 24. April 1986 ebenda) war ein argentinischer Journalist, Schriftsteller und Übersetzer. 
Bianco studierte Rechtswissenschaften an der Universidad de Buenos Aires, brach dieses Studium aber ohne Abschluss ab. Bereits nach kurzer Zeit wurde er freier Mitarbeiter der Zeitschrift Sur und konnte sich mit den Jahren zu einem wichtigen Redakteur hocharbeiten. Als er nach der Revolution 1961 einer Einladung des kubanischen Kulturinstituts Casa de las Américas Folge leistete, kam es zum Zerwürfnis mit seiner Chefin Victoria Ocampo. 
Bianco kündigte und wechselte noch im selben Jahr in die Redaktion der Editorial Universitaria de Buenos Aires (EUDEBA). Dort arbeitete er, bis sich 1966 General Juan Carlos Onganía an die Macht putschte. In der nun folgenden Diktatur verlor Bianco seinen Arbeitsplatz. 
Am 24. April 1986 starb Bianco im Alter von 78 Jahren an einem Lungenleiden in Buenos Aires und fand dort auch seine letzte Ruhestätte.

## Werke (Auswahl)
Prosa
- La pequeña gyaros. Cuentos. Neuaufl. Seix Barral, Barcelona 1994, ISBN 950-731-093-2.
- La pérdida del reino. Novela. Ediciones B, Barcelona 1987, ISBN 84-7735-098-1.
- Las ratas. Novela. Seguido de „Sombras suele vestir“. Editorial Anagrama, Barcelona 1987, ISBN 84-339-1752-8.
- Sombras suele vestir. Novela. 1941.

Sachbücher
- La elección presidencial. Problemas y soluciones. Rosso, Buenos Aires 1928.
- Ficcion y realidad. 1946-1976. Monte Avíla, Caracas 1977.
- Vidas de las instituciones politicas. Mendesky, Buenos Aires 1929.

Übersetzungen
- aus englischer Sprache: Samuel Beckett, Ambrose Bierce, T. S. Eliot, Henry James, Tom Stoppard

- aus französischer Sprache: Julien Benda, Jean Genet, Marcel Proust, Jean-Paul Sartre, Paul Valéry

## Medien
- Daniel Balderston: José Bianco, 1908-1986. La escritura invisible. Blakman, Buenos Aires 2000 (1 Videokass., VHS, 67 Min.).

| Personendaten    | Personendaten                                            |
| ---------------- | -------------------------------------------------------- |
| NAME             | Bianco, José                                             |
| KURZBESCHREIBUNG | argentinischer Journalist, Schriftsteller und Übersetzer |
| GEBURTSDATUM     | 21. November 1908                                        |
| GEBURTSORT       | Buenos Aires                                             |
| STERBEDATUM      | 24. April 1986                                           |
| STERBEORT        | Buenos Aires                                             |